# Caradrina ochracea
Caradrina ochracea är en fjärilsart som beskrevs av Lenz. Caradrina ochracea ingår i släktet Caradrina och familjen nattflyn. Inga underarter finns listade i Catalogue of Life.